# Leonard Birchall
Leonard Joseph Birchall (St. Catharines, 6 luglio 1915 – Kingston, 10 settembre 2004) è stato un militare canadese, particolarmente distintosi nel corso della seconda guerra mondiale come pilota di idrovolanti da ricognizione. Nell'aprile del 1942, durante l'incursione giapponese nell'Oceano Indiano avvistò la squadra navale dell'ammiraglio Chiochi Nagumo, riuscendo a dare l'allarme al comando britannico di Ceylon consentendo così alle unità della Royal Navy di allontanarsi dall'isola evitando la distruzione totale.

## Biografia

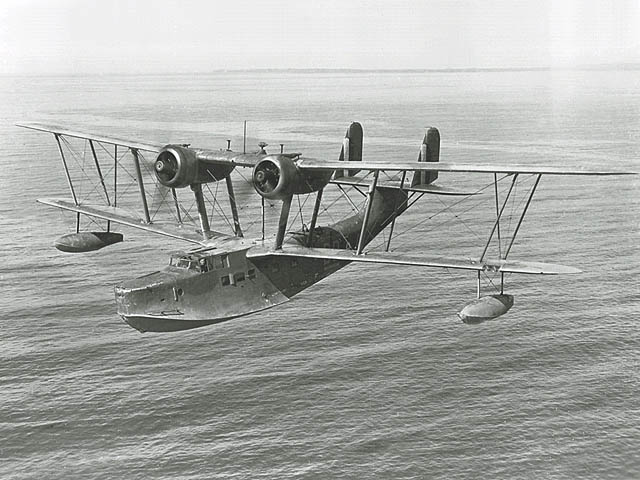
Un idrovolante Supermarine Stranaer con mimetizzazione di guerra.

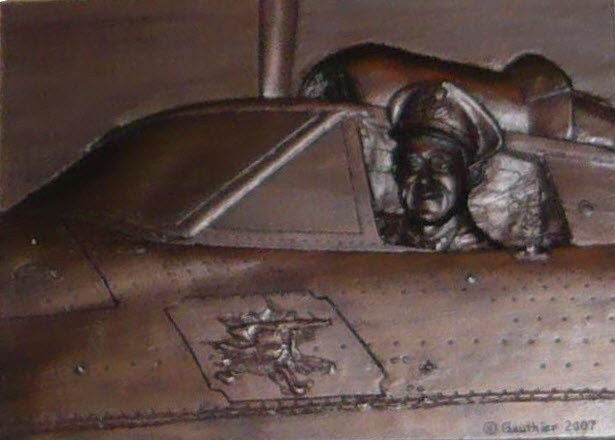
Air Commodore Leonard Birchall Leadership Award, at Royal Military College of Canada; bassorilievo in bronzo del colonnello Andre Gauthier.

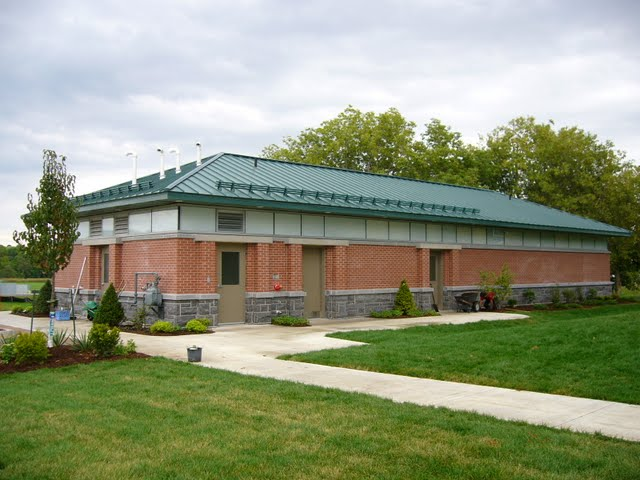
Il padiglione Birchall sito presso il Royal Military College of Canada.

Nacque a St. Catharines, Ontario, il 6 luglio 1915, figlio di Joseph e Emma Elise Birchall. Appassionatosi al mondo dell'aviazione fin dall'infanzia, fece molti lavori saltuari per pagarsi le occasionali lezioni di volo presso il locale Aeroclub.
Dopo aver studiato come alunno presso la Connaught Public School e il St. Catharines Collegiate, per un breve periodo fu nella milizia del Royal Canadian Corps of Signals, e poi intraprese la carriera militare.
Nell'estate del 1933 entrò nel Royal Military College of Canada (RMC) a Kingston, Ontario, come Gentleman Cadet No. 2364. Quattro anni dopo, nel giugno 1937, ottenne il brevetto di pilota ed entrò in servizio nella Royal Canadian Air Force (RCAF). Dopo aver completato l'addestramento al pilotaggio presso le stazioni RCAF di Borden e Trenton, venne assegnato al No.5 Squadron RCAF (bombardamento e ricognizione) di stanza a Dartmouth, in Nuova Scozia, come pilota su un velivolo da pattugliamento marittimo Supermarine Stranraer. Quando il Canada entrò nella seconda guerra mondiale, il 10 settembre 1939, egli eseguì alcune delle prime missioni di pattugliamento antisommergibile effettuate dalla RCAF. Il 10 giugno 1940 fu responsabile della cattura della nave mercantile italiana Capo Nola, nel Golfo di San Lorenzo, poche ore dopo che il Canada aveva dichiarato guerra al Regno d'Italia. Incaricato di localizzare tutte le navi italiane ancora presenti nelle acque canadesi mentre lo scoppio della guerra era imminente, il 10 giugno avvistò il Capo Nola, e informato della dichiarazione di guerra via radio, eseguì un passaggio radente sul mercantile, come se stesse effettuando un attacco. Questo fatto spaventò il capitano italiano che fece incagliare la sua nave contro un banco di sabbia. Ammarato nelle vicinanze del mercantile aspettò li fino a quando le unità della Royal Canadian Navy non arrivarono sul posto la scena.  I membri dell'equipaggio del Capo Nola furono i primo italiani catturati dagli Alleati durante la guerra.
Nel dicembre 1941 il reparto era di base nelle isole Shetland, equipaggiato con idrovolanti Consolidated Catalina, ed effettuò missioni di pattugliamento al largo delle coste della Norvegia, incursioni del commando Alleati nelle isole periferiche, e fornito copertura aerea ai convogli navali per Murmansk, nonché pattugliamenti anti-sommergibile e marittimi.
Lo squadron fu trasferito a Ceylon all'inizio del 1942, con lui che ricopriva il ruolo di Squadron leader e Deputy Commander, pilotando uno degli aerei di testa, il secondo. Arrivato al lago Koggala, a sud di Galle, Ceylon, ora Sri Lanka, il 2 aprile 1942, lui e il suo equipaggio ricevettero un riposo di 24 ore. L'equipaggio, composto da nove persone, decollò nelle ore precedenti l'alba del 4 aprile sul Catalina (AJ155/QL-A) per effettuare un pattugliamento di un'intera giornata a sud-est di Ceylon alla ricerca di sottomarini e navi. Alle 16:00 del 4 aprile avvistò la flotta giapponese a 360 miglia da Dondra Head, il punto più meridionale di Ceylon, con una rotta di 155 gradi dall'isola, in navigazione per effettuare un attacco a sorpresa contro Colombo, simile a quello effettuato contro Pearl Harbor il 7 dicembre 1941. Il suo aereo lanciò un segnale radio di avvertimento che indicava velocità, rotta e composizione della flotta prima che il Catalina fosse abbattuto da sei caccia Mitsubishi A6M2 Zero decollati dalla portaerei giapponese Hiryu. L'avvertimento diede agli Alleati il tempo di effettuare i preparativi per proteggere Ceylon dagli imminenti attacchi aerei che ebbero luogo nei giorni successivi. Il risultato fu che la Eastern Fleet  riuscì ad evitare la distruzione. Per questa particolare azione fu insignito della Distinguished Flying Cross e del titolo onorifico di "Salvatore di Ceylon".
Con il Catalina gravemente danneggiato e in fiamme, effettuò rapidamente un ammaraggio di emergenza, e tutto l'equipaggio, tranne un membro, il mitragliere di prua sergente John Henzell rimasto ferito gravemente, riuscì ad entrare in acqua in sicurezza. I caccia giapponesi mitragliarono i naufraghi indifesi, uccidendo Henzell, rimasto intrappolato nel relitto, il Warrant officer Lucien "Louis" Colarossi e il sergente Ian Nicholson Davidson. Gli ultimi sei sopravvissuti, tra cui lui e Onyette, furono recuperati dal cacciatorpediniere Isokaze, sul quale furono picchiati nel tentativo di scoprire se fosse stato inviato un messaggio di scoperta. Sia lui che il suo equipaggio dissero di essere stati abbattuti prima che potessero trasmettere un avvertimento, ma poi i giapponesi intercettarono un messaggio radio di Colombo che chiedeva al Catalina di ripetere il suo rapporto. Questo successo significativo, apparentemente l'unico di cui i giapponesi godettero durante l'operazione C, li ha portati a concludere di aver perso l'elemento sorpresa e li ha spinti a picchiare di nuovo l'equipaggio del Catalina.

### Prigioniero di guerra
Lui e i membri del suo equipaggio trascorsero più di tre anni come prigionieri di guerra in vari campi giapponesi. Dopo essere stato catturato, l'equipaggio fu rinchiuso in una cella umida con spazio solo per sdraiare i tre feriti più gravi. Dopo tre giorni furono trasferiti sulla portaerei Akagi, nave ammiraglia del comandante giapponese Chuichi Nagumo, prima di essere sbarcati a Yokohama, in Giappone, dove i feriti ricevettero un buon trattamento. Lui e gli altri tre membri dell'equipaggio furono portati nella prigione cittadina, dove patirono la fame prima che tutto l'equipaggio fosse finalmente riunito. Dopo cinque mesi furono i primi detenuti in un nuovo campo di concentramento  sulle montagne vicino a Yokohama, dove presto si unirono a loro 250 prigionieri del Commonwealth di Hong Kong e 75 americani delle Filippine. I prigionieri erano rimasti delusi dal comportamento dei loro ufficiali nei campi precedenti e si rivelarono estremamente problematici, tuttavia, assunto il ruolo di ufficiale alleato anziano nel campo di lavoro per PoW di Yokohama, instituì rapidamente istituito un rigoroso codice di disciplina.
Con grande rischio personale egli si metteva spesso di fronte alle guardie che picchiavano i prigionieri, prendendo i colpi o guadagnandosi una punizione extra, compresi lunghi periodi di isolamento. A Yokohama colpì un soldato giapponese che insisteva affinché un australiano gravemente ferito si unisse a un gruppo di lavoro.
All'inizio del 1944, in un campo dove i malati erano costretti a lavorare, organizzò e guidò una interruzione del lavoro fino a quando i giapponesi non cedettero. Per questo fatto fu trasferito in un campo di prigionia speciale dove venne picchiato duramente e soffrì la fame. Nel giugno 1945 lui e 200 prigionieri furono mandati in un campo vicino al Monte Fuji. Dopo che tre uomini erano morti per malnutrizione, organizzò "squadre di furti" per fare irruzione nelle fattorie locali in cerca di verdure fresche per fornire le vitamine essenziali, e così non si registrarono più morti. Dal momento della sua cattura fino alla sua liberazione il 27 agosto 1945, non smise mai di fare il possibile per aiutare i suoi compagni di prigionia, durante la quale riuscì a compilare, a rischio della vita, un diario composto da 22 piccoli libri che in seguito servirono come prova nei processi per i crimini di guerra contro i giapponesi.
Una volta liberato, fu trasferito a Manila dove consegnò 8 dei diari e diede istruzioni su dove trovare gli altri, sepolti avvolti in tela cerata in uno dei campi di prigionia, e nell'ottobre dello stesso anno ritornò in Canada. dopo un lungo periodo di convalescenza, ritornò in servizio attivo. Tra la fine degli anni quaranta e cinquanta del XX secolo ricoprì numerosi incarichi di alto livello nella Royal Canadian Air Force e fu coinvolto nella costituzione dell'Organizzazione del Trattato del Nord Atlantico e del North American Air Defense Command (NORAD). Come risultato del suo lavoro con l'USAF venne insignito dal Presidente degli Stati Uniti d'America Harry S. Truman della Legion of Merit e nominato membro onorario a vita dell'Associazione USAF.
Seguirono ulteriori incarichi di alta responsabilità come Comandante della base di Goose Bay, nel Labrador, dove si specializzò nello svolgimento di missioni di soccorso nell'Artico; ufficiale anziano presso il Comando del materiale aereo dell'ufficio di stato maggiore del personale, Ottawa; consigliere militare dell'ambasciatore canadese presso il quartier generale della NATO a Parigi, Francia; frequentò il National Defense College di Kingston; comandante della RCAF Station North Bay, Ontario, dove conseguì l'abilitazione al combattimento sul cacciabombardiere Avro CF-100 All-Weather Fighter. A causa della sua partecipazione attiva al volo, rientrò al quartier generale del DND Ottawa come Air Commodore e gli è stata assegnata la posizione di capo delle operazioni aeree della RCAF.
Nel 1963 fu nominato comandante del Royal Military College a Kingston, e per i successivi quattro anni, ispirò una generazione di futuri ufficiali dell'esercito canadese. Nel 1967, contrario alla decisione del governo federale di unificare i vari rami delle forze armate in un unico ente, si dimise dalla RCAF. Pochi anni dopo aver lasciato il College, in riconoscimento del suo eccezionale lavoro come comandante, il Royal Military College gli conferì il titolo di dottore in scienze militari, Honoris causa. Per i successivi 15 anni lavorò come amministratore delegato e funzionario amministrativo presso la Facoltà di Studi Amministrativi della York University di Toronto.  Un anno dopo il suo pensionamento, per il suo eccezionale contributo all'Università, venne insignito del titolo di dottore in giurisprudenza, Honoris causa.
Immediatamente dopo il suo arrivo a Toronto nel 1967, ritornò nella RCAF come tenente colonnello onorario del No.400 Squadron "City of Toronto", e poco dopo fu promosso colonnello onorario. Presso il No.400 Squadron "City of Toronto" completò cinquantadue anni di servizio con le forze armate canadesi e fu il quarto ufficiale delle forze armate canadesi e il primo nell'aeronautica militare a ricevere la quarta barra alla Canadian Forces' Decoration.
Si ritirò definitivamente a vita privata nel 1981 e si trasferì a Kingston, dove nell'aprile del 1989 venne insignito dell'Ordine dell'Ontario.
Nello stesso anno fu posto in pensione come colonnello onorario del No.400 Squadron "City of Toronto"  e immediatamente nominato colonnello onorario del No.413 Squadron (trasporto e salvataggio) di stanza a Greenwood, in Nuova Scozia. Il suo primo obiettivo era quello di organizzare ed erigere un memoriale presso la base dell'aeronautica dello Sri Lanka di Koggala, in onore e memoria di tutti gli uomini in servizio con presso il No.413 Squadron di stanza in quella base che furono uccisi durante la guerra.
Il 21 aprile 1996 completò sessantadue anni di servizio con le forze armate canadesi e fu l'unico membro delle forze armate a ricevere la quinta barra alla Canadian Forces' Decoration. Consegnatagli alla Rideau Hall di Ottawa dal governatore generale Roméo LeBlanc il 5 febbraio 1997, in quella stessa cerimonia, il capo di stato maggiore della difesa gli conferì la Canadian Forces Medallion for Distinguished Service.
Leonard Joseph Birchall è stato nominato membro della Canada's Aviation Hall of Fame nel 2001 durante una cerimonia tenutasi a Ottawa. Si spense a Kingston il 10 settembre 2004. Sposato con la signora Dorothy Logan, la coppia ebbe una figlia Judith.

### Annotazioni
1. ↑  La coppia ebbe altre due figlie, Elizabeth e Ina.
2. ↑  Unica altra persona a ricevere la quinta barra fu la Regina madre Elizabeth Bowes-Lyon.

### Fonti
1. 1 2 3 4 5 6 7 8 9 10 11 12 13 14 15 16 17 18 19 20 21 22 23 24 25  The Canadian Encyclopedia.
2. 1 2 3 4 5 6 7 8 9 10 11 12 13 14 15 16 17 18 19 20  Canada's Aviation of Fame.
3. 1 2  Milberry 1979, p. 207.
4. 1 2  Pigott 2003, p. 61.
5. 1 2 3 4  Canadian Military Journal.
6. ↑  Milberry 1984, pp. 180-181.
7. 1 2 3 4 5 6 7 8 9 10 11 12 13 14  eMedals.